# Barbacane

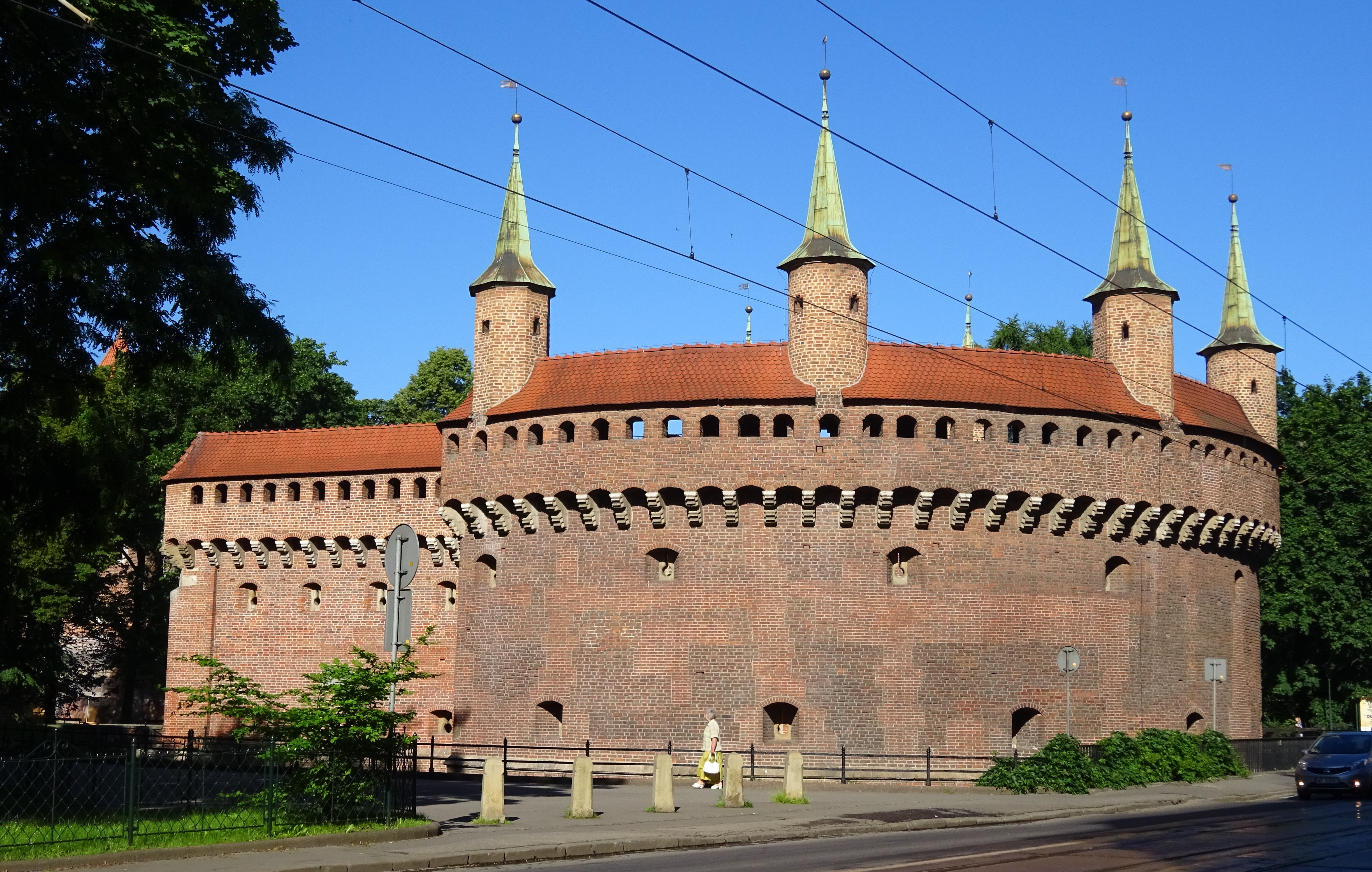
Barbacane in Krakau

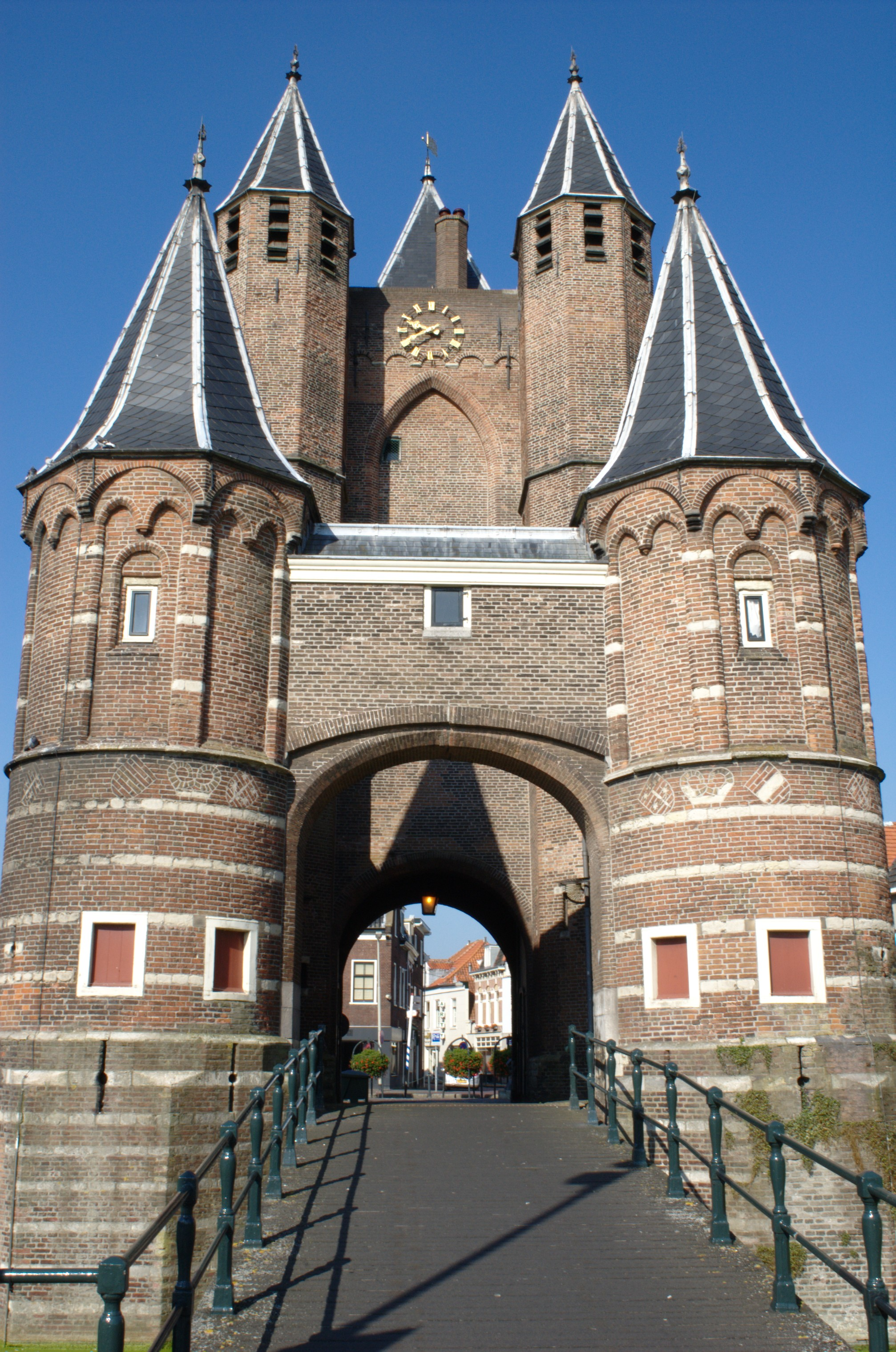
Haarlem: de Amsterdamse Poort met voorpoort en de daar achter gelegen hoofdpoort.

Een barbacane of bruggeschans is een buitenwerk, een versterkte buitenpost, te vergelijken met een voorburcht, vaak in de vorm van een vestingtoren of dubbele vestingtoren boven een poort of brug, ter verdediging van de toegang tot een stad of kasteel in de middeleeuwen. Barbacanen bevonden zich meestal buiten de hoofdverdedigingswallen en waren verbonden met de stadsmuren of het kasteel door een ommuurde weg die de nek werd genoemd.
In de 15e eeuw waren belegeringsmethoden en artillerie dusdanig verbeterd dat barbacanes hun betekenis verloren. Toch werden ook in de 16e eeuw nog enkele barbacanes gebouwd.
Een voorbeeld van een intacte barbacane in Nederland is de door muren aan de hoofdpoort verbonden voorpoort bij de Amsterdamse Poort in Haarlem.
In Aken heeft de Ponttor een intacte barbacane. Ook Krakau heeft nog een intacte Barbakan. De Barbakan van Warschau werd na de Tweede Wereldoorlog opnieuw gebouwd.

## Etymologie
Barbacane komt van het in de middeleeuwen gesproken Latijn, van barbecana. Dat kwam van het Perzische barbarkhan of barbar, dat bewaker betekende. Dat kwam weer van het Oud-Iraanse parivraka: beschermend en het Middelperzische khan voor huis.

## Bruggeschans bij Winschoten
De Bruggeschans was tevens de benaming voor een schans te Winschoterhogebrug.
acces · affuit · approche · arsenaal · banket · barbacane · barbette · bastion · bastei · batterij · bedekte weg · beer · berm · blokhuis · bolwerk · borstwering · bres · buitenwerk · bunker · bonnet-traverse · caponnière · circumvallatielinie · citadel · contravallatielinie · contre-approche · contrefossé · contregarde · coupure· contrescarpe · courtine · couvre-face · cunette · damsluis · Dienst der Fortificatiën · demi-lune · dwingel · enveloppe · erkertoren · escarpe · face · faussebraye · flank · flèche · fort · fossé · glacis · gracht · halve maan · hamei · hoornwerk · inundatie ·  inundatiekanaal · inundatiesluis · Italiaans vestingstelsel · kat · kazemat · keel · kroonwerk · kruithuis · landpoort · linie · lunet · mezekouw · Nieuw Nederlands Vestingstelsel · onderwal · ontmanteling · opril · Oud-Nederlands vestingstelsel · palissade · papenmuts · plongee · polygonaal stelsel · poortgebouw · poterne · pulvertoren · ravelijn · redan · redoute · reduit · retranchement · rondeel · saillant · sas · schans · schietgat · schilderhuis · schootsveld · singel · sortie · stadsmuur · stadspoort · tamboer · terreplein · tenaille · tobruk · torenfort · traverse · valhek · verdedigingswerk · vesting · vestingstad · voorwerk · wal · walstraat · waltoren · wapenplaats · waterlinie · waterpoort · weermuur · wolfskuil · zwaluwstaart